# Casa de l'Abat Sa Font
Casa de l'Abat Safont és un edifici del municipi de Besalú (Garrotxa). Forma part de l'Inventari del Patrimoni Arquitectònic de Catalunya.

## Descripció

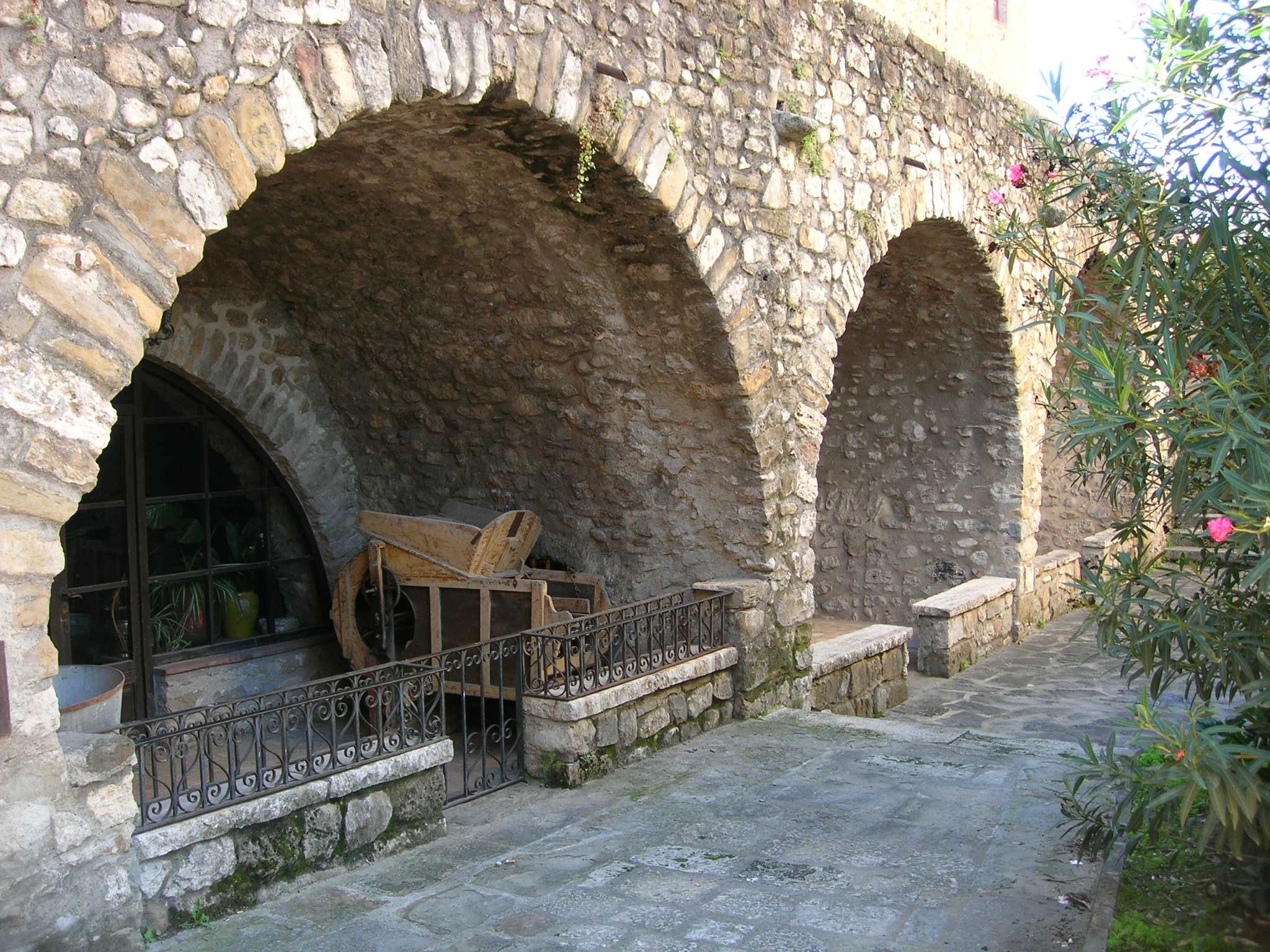
Arcades de la casa de l'Abat Safont, des del c. Vilarrobau

Aquest enorme edifici crida principalment l'atenció per tenir una superba galeria sostinguda per tres voltes de pedra d'un gran efecte decoratiu. Es va construir com era corrent en construccions d'edificis privats, amb pedres rierenques més o menys polides amb les quals es feien les parets de les cases, ja que els carreus tallats es reservaven per als temples i algunes cases senyorials.

## Història
La casa dels Safont és una de les cases de l'antiga pairalia de Besalú, de la qual tots els hereus gaudien del privilegi de cavallers des de l'any 1650. Hi va néixer Joan de Safont i de Ferrer, que fou monjo benedictí i més tard abat del monestir de Sant Pau del Camp de Barcelona i acadèmic de Bones Lletres i ciències de Barcelona. Fou també autor d'una esfera copernicana que conservada a l'Aula Magna del Seminari de Girona des del 1835 al 1936, any en què va ser destruïda. Actualment els baixos són ocupats per un local comercial i els pisos són habitats per persones privades.